# Dean Winchester
Dean Winchester é um personagem fictício, um dos dois protagonistas da série de televisão de fantasia sombria e urbana estadunidense Supernatural, criada por Eric Kripke. Ele é interpretado essencialmente por Jensen Ackles, apesar de uma vez ou outra ter sido interpretado por outros atores em versões de diferentes idades. Dean em toda a série junto com o seu irmão, Sam Winchester, investiga, combate e se envolve em diversas ocorrências sobrenaturais, baseadas majoritariamente no folclore e lendas urbanas americanas, além de seres mitológicos bíblicos como demônios e anjos, e outros seres como monstros e fantasmas.
Dean é um caçador de seres paranormais. Quando criança, foi treinado pelo seu pai, John Winchester, para caçar e matar criaturas do sobrenatural e deixado para proteger seu irmão mais novo Sam, depois que Mary, mãe dos dois e esposa de John é morta incediada por um demônio conhecido como Azazel. Já adulto, Dean com a motivação inicial de encontrar seu pai que havia desaparecido reencontra Sam e partem para resolverem qualquer incidente ligado ao sobrenatural.

## Desenvolvimento

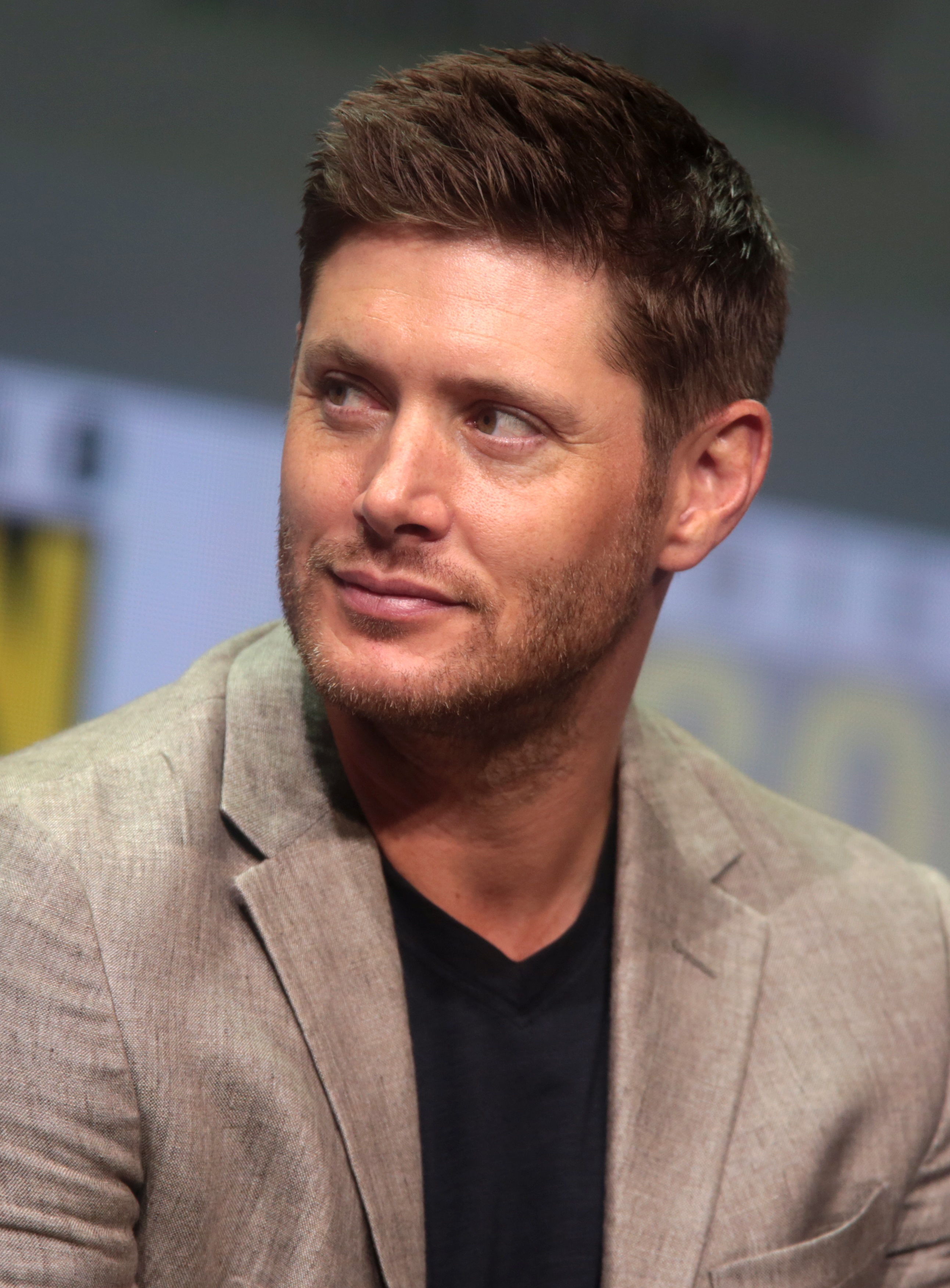
O ator Jensen Ackles é quem interpreta Dean Winchester.

Dean Winchester foi criado por Eric Kripke, criador e showrunner original de Supernatural. O primeiro nome de Dean é uma homenagem ao personagem Dean Moriarty do romance de viagem On the Road de Jack Kerouac, e originalmente, foi planejado que o sobrenome dos irmãos fosse "Harrison" como uma referência ao ator Harrison Ford, já que Kripke queria que Dean tivesse a "arrogância de Han Solo". No entanto, havia uma pessoa chamada Dean Harrison morando em Kansas, local escolhido onde os dois personagens nasceriam, e devido a isso o sobrenome teve que ser alterado por razões legais. Como Kripke tinha uma certa admiração pela famosa mansão palco de histórias assombradas Winchester Mystery House, e um desejo de dar à série uma sensação de "um faroeste moderno", optou pôr "Winchester" como sobrenome. Jensen Ackles inicialmente foi convidado para fazer um teste para o papel de Sam, mas o ator preferiu o personagem do Dean após ler o roteiro.

## Biografia fictícia
Dean Winchester nasceu em 24 de janeiro de 1979 em Lawrence, Kansas, filho de John e Mary Winchester. Ele é o primeiro filho do casal, quatro anos mais velho que seu irmão mais novo, Sam, e recebeu esse nome em homenagem ao nome de sua avó materna, Deanna Campbell.
Em 2 de novembro de 1983, Mary foi morta incediada no berçário de Sam por um demônio conhecido como Azazel, e no incêndio, Dean se encarrega de levar Sam para um local seguro enquanto John tentava sem sucesso resgatar Mary. John começou a investigar a causa da morte de Mary e soube da existência de criaturas sobrenaturais e das pessoas que as caçavam, ele então se tornou um caçador com o objetivo de se vingar de Azazel e treinou Dean para ser um também, com ambos escondendo de Sam a existência do sobrenatural até os seus oito anos de idade. Os dois ainda crianças e seu pai se locomoviam constantemente pelo país, se hospedando em motéis e em casas de amigos, com Dean sendo deixado para cuidar de Sam enquanto John ficava frequentemente ausente à procura do demônio. Desde então, Dean se sentiu responsável por Sam e sempre teve o trabalho de cuidar dele a medida que eles cresciam e se tornavam adultos.
Antes do episódio piloto da série, Sam partiu para seguir sua própria vida longe do sobrenatural. John guardou rancor contra ele porque sentiu que ele os havia abandonado, enquanto Sam também guardou rancor devido à uma grande discussão que teve com John antes de ir embora. Dean e John continuaram caçando juntos viajando pelos Estados Unidos.

### Série
Nas duas primeiras temporadas, quando a série começa, Dean, tem 26 anos e vai reencontrar Sam que estava na faculdade e que não o via há alguns anos para pedir ajuda a fim de localizar o pai deles que havia desaparecido. Não obtendo sucesso, os dois acabam decidindo caçar várias criaturas sobrenaturais ainda com o objetivo de localizá-lo. Depois de conseguirem se reunir com John, os três vão atrás de Azazel em busca de vingança. Esse processo envolve o sacrifício de John para salvar Dean e também o sequestro e morte de Sam, que faz com que Dean faça um pacto para Sam voltar a vida. No final, John tem uma última oportunidade antes de morrer definitivamente, voltando e matando Azazel.
Na terceira e quarta temporada, os irmãos vão em busca de uma solução para libertar Dean do pacto; em meio a isso, eles conhecem Ruby, um demônio que afirma saber como libertá-lo, contudo, eles também precisam lidar com uma ameaça ainda maior, Lilith a líder dos demônios. Há também a primeira aparição do anjo Castiel, que acaba sendo muito recorrente nas tramas futuras e tendo um bom relacionamento com os irmãos, e que resgatou Dean quando este foi pro inferno e torturado. Eles então se dispõem a parar Lilith, que planeja libertar Lúcifer, trazendo ele para a Terra.
Nas dez temporadas seguintes, a série gira em torno de como Dean e Sam tentam deter Lúcifer, até lutar contra Leviatãs, e enfrentar as consequências da queda de anjos, enquanto ainda permanecem resolvendo alguns casos sobrenaturais de pequena importância em relação a dados acontecimentos principais. Também acabam conhecendo Deus, a Morte, o rei do inferno Crowley e outros seres sobrenaturais com imensos poderes.
Na última temporada, depois que Deus planeja acabar com o universo, Sam, Dean e Castiel decidem que ele deve morrer e criam planos para isso, finalmente conseguindo depois de muitas tentativas. Um tempo depois, Dean é morto em um ninho de vampiros durante uma caçada, ele é empurrado contra um pedaço de ferro exposto. Ele aceita seu destino e dar uma despedida emocionante a Sam, morrendo em seus braços. Dean vai pro céu, e decide fazer um passeio no seu Chevrolet Impala 1967, o passeio dura alguns minutos, mas como o tempo passa diferente no céu, Sam vive uma vida inteira plena e normal com filho e esposa como tanto almejou, só para morrer de velhice e reencontrar Dean no céu ao final do passeio, depois de tantas lutas e sofrimento, podendo enfim descansarem.

## Habilidades e personalidade
Dean é um caçador extremamente habilidoso, constantemente sendo temido por algumas criaturas que o conhecem e até por outros caçadores. Ele é bem versátil em usar vários tipos de armas de fogo, prefirindo sua pistola Colt 1911 e uma escopeta de cano serrado, sendo proficiente também com a maioria das outras armas que adquiri. Também é especialista em brigas e lutas com facas, rebaixando várias ameaças humanas com facilidade e superando criaturas fisicamente mais poderosas que ele, como metamorfos, vampiros e demônios. Dean também possui amplo conhecimento do sobrenatural e da mitologia, e a partir da quarta temporada aprende a realizar feitiços que são eficazes contra anjos.
Dean revela ser engraçado, travesso, e, em contraste com seu irmão, um pouco imaturo. Na maioria dos casos e interagindo com outros personagens, ele é bem falante e tem um senso de humor sarcástico, fazendo frequentemente piadas quando uma certa coisa ou outra acontece. Ele é afeiçoado pelo seu Chevrolet Impala 1967 dado pelo seu pai, no qual dirige e se locomove com o seu irmão a série inteira.

## Recepção
O personagem foi muito bem recebido pela crítica e pelo público, com elogios sendo feitos a atuação de Ackles. A Collider — site de notícias e análises do entretenimento — listou Dean ao lado de seu irmão como uma das oito melhores duplas de séries de televisão com temática sobrenatural, elogiando o vínculo que os dois tiveram ao longo da série encantando os fãs que os acompanhavam.
Dean é atualmente eleito o número 1 nos "Melhores personagens de Supernatural" do banco de dados de votos públicos Ranker. Sakcham Tiwari da Screen Rant se baseando nessa classificação do Ranker, comentou que "muitos fãs de Supernatural parecem concordar que Dean Winchester é o melhor personagem da série. Dean é uma figura famosa na cultura pop e muitas de suas citações viverão por muito tempo. Dean é verdadeiramente o coração e a alma de Supernatural".